# Tregothnan
Le domaine de Tregothnan, en anglais : Tregothnan Estate, est situé à proximité du village de St Michael Penkivel (en) à 3 milles (4,8 km) au sud-est de Truro en Cornouailles, Angleterre.